# حمله کریپتو جکینگ
حملهٔ کریپتو جکینگ به عنوان شاخص‌ترین تهدید امنیتی مبتنی بر رمزارزها تا به امروز، نخستین بار در اواخر سال ۲۰۱۷ (هم‌زمان با اوج‌گیری ارزش بیت‌کوین و جهش‌های پی‌درپی و دیوانه‌وار قیمت آن در آن مقطع چند ماهه) شناسایی و با این عنوان (Cryptojacking) نامگذاری شد. البته در نظر داشته باشیم که کریپتوجکینگ نه بر پایه بیت‌کوین، که بر مبنای رمزارز دیگری با نام «مونِرو» متولد شد.
بدافزار Cryptojacking به دلیل فشار بیش از حد منابع محاسباتی، می‌تواند منجر به کاهش سرعت و خرابی شود.